# Valseca
Valseca ist eine Gemeinde in der spanischen Provinz Segovia. Sie liegt im Süden der Autonomen Region Kastilien und León, an der Nordwestabdachung der Sierra de Guadarrama. Sie hat 218 Einwohner (Stand: 2024). 

## Geographie
Valseca liegt etwa sieben Kilometer nordnordöstlich vom Stadtzentrum von Segovia in einer Höhe von ca. 950 m. Durch die Gemeinde führt die Autovía A-601.
Valseca befindet sich innerhalb der Zone des kontinentalen mediterranen Klimas.

## Bevölkerungsentwicklung
| Jahr      | 1970 | 1981 | 1991 | 2001 | 2011 | 2021 |
| Einwohner | 471  | 398  | 329  | 284  | 299  | 230  |

## Sehenswürdigkeiten
- Kirche Mariä Himmelfahrt
- Rochuskapelle
- Christuskapelle
- Ruine der Medelluskirche
- Wasserturm

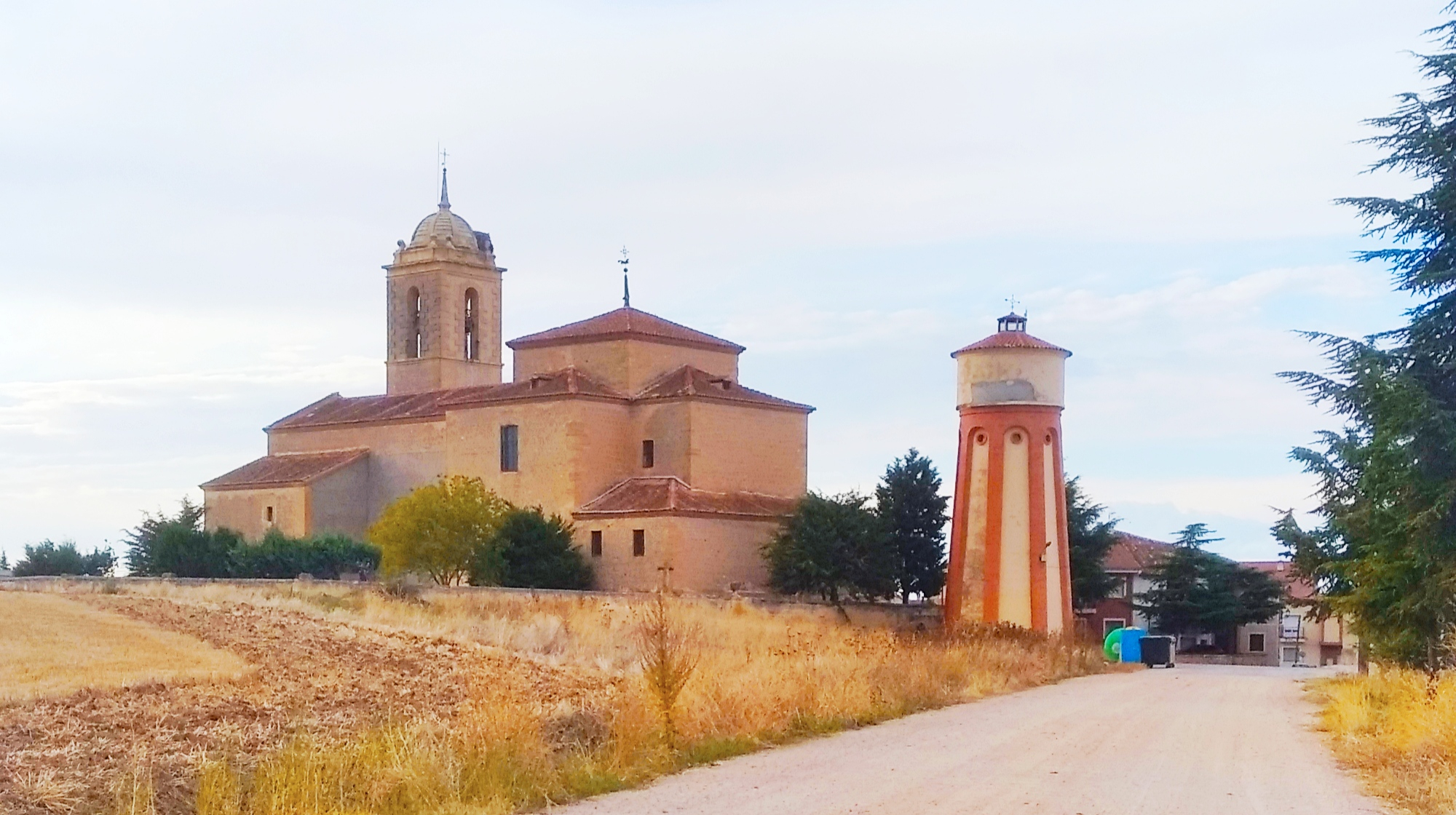
Kirche Mariä Himmelfahrt und Wasserturm
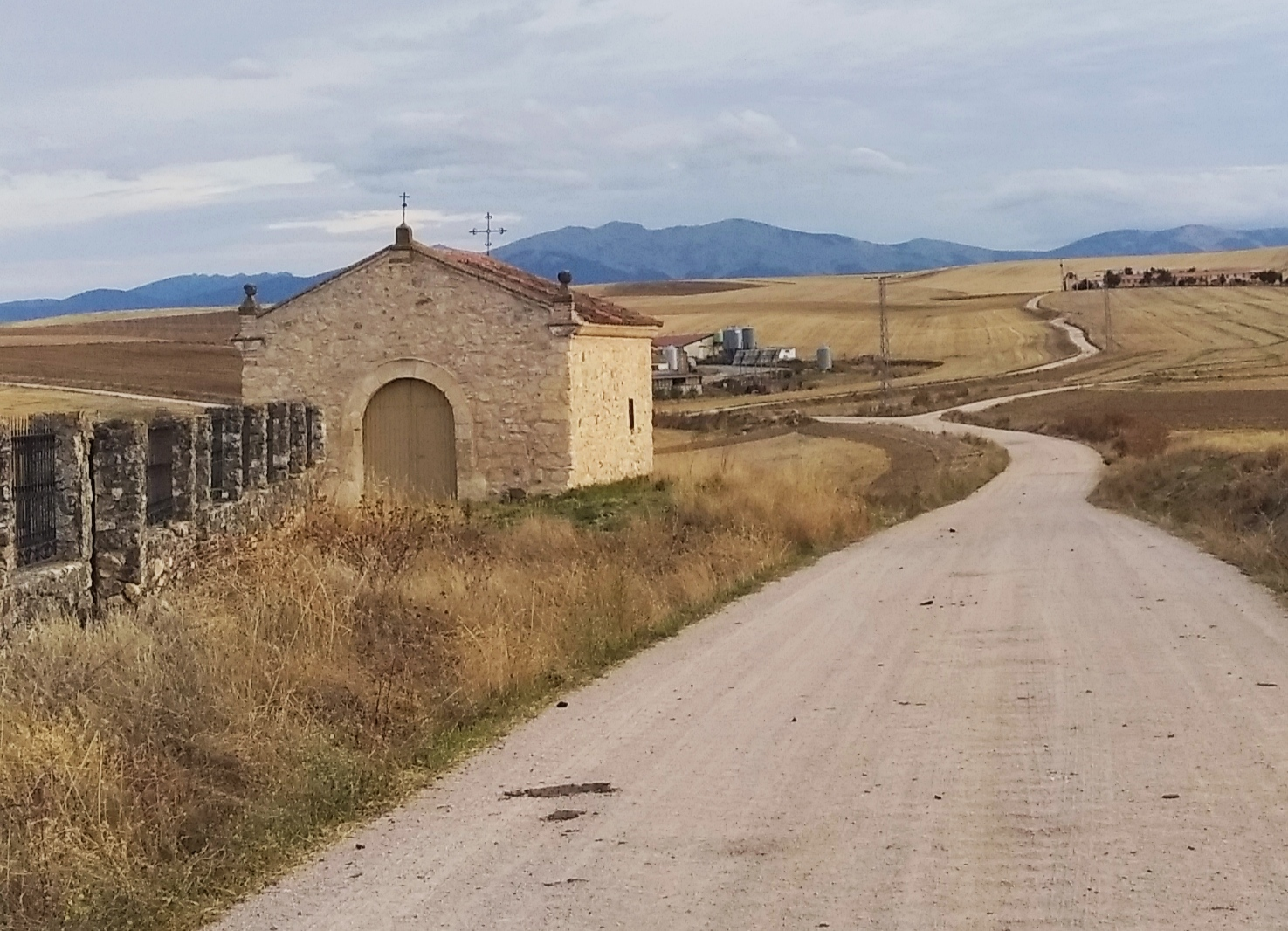
Rochuskapelle
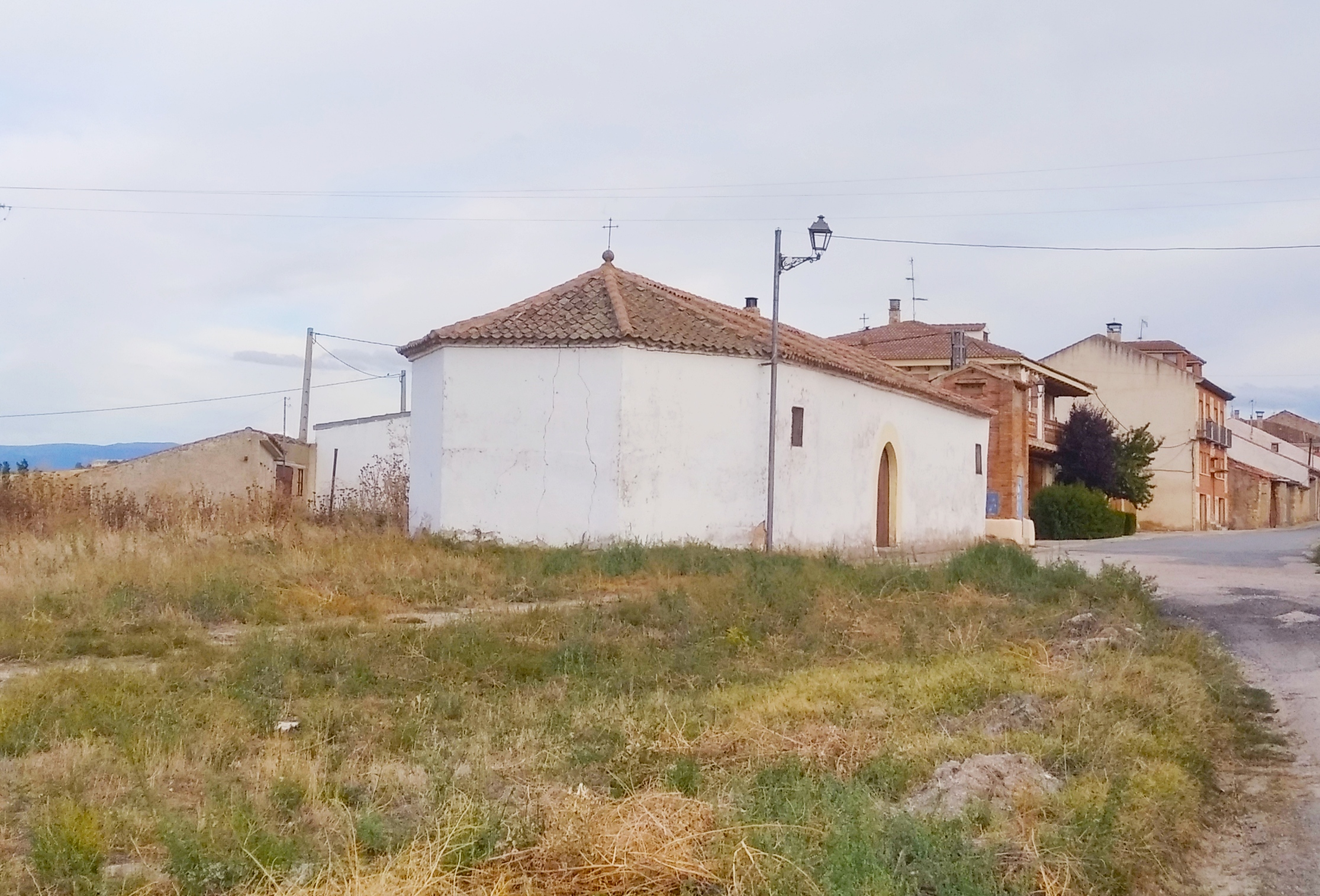
Christuskapelle
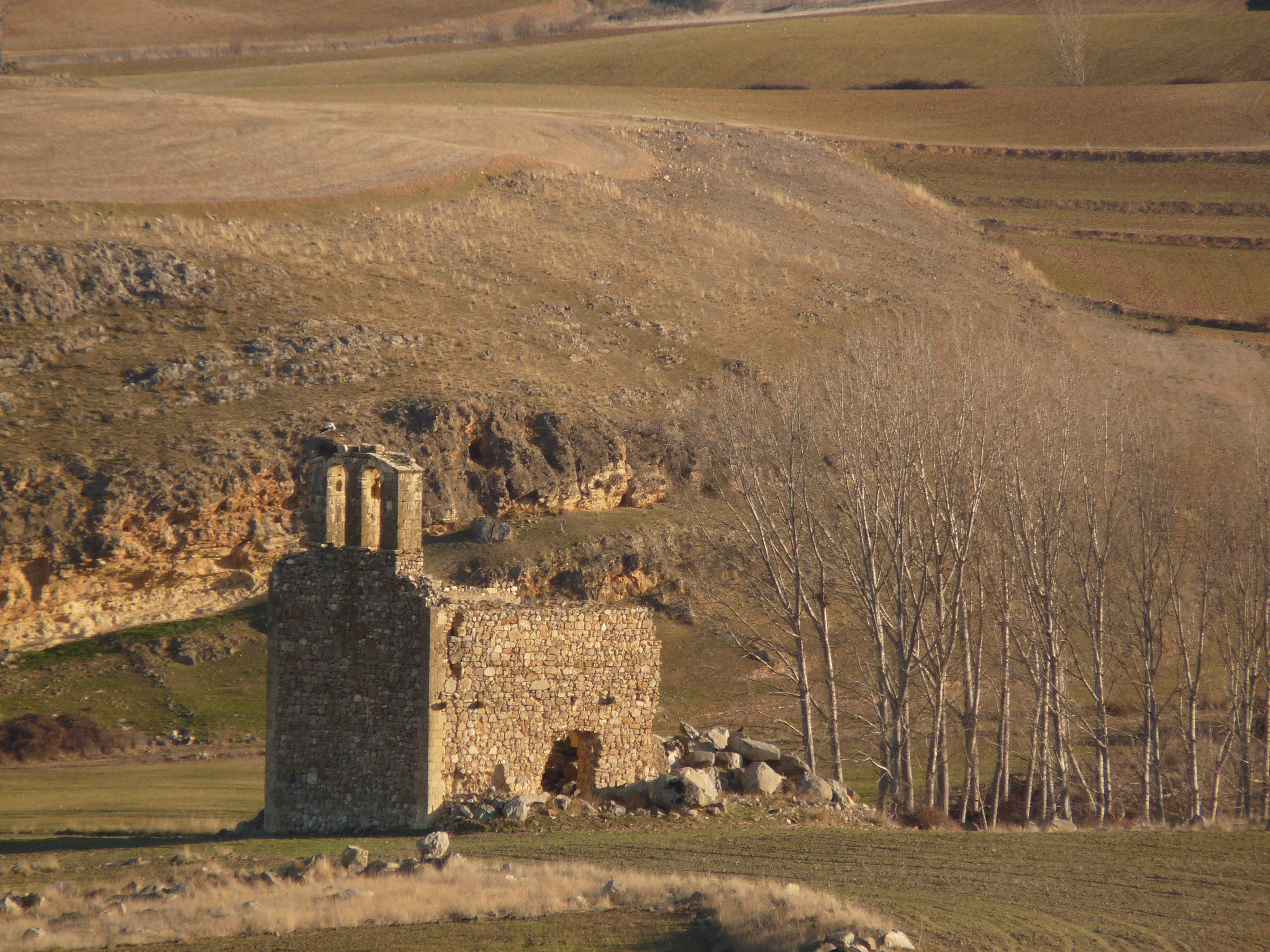
Ruine der Medelluskirche
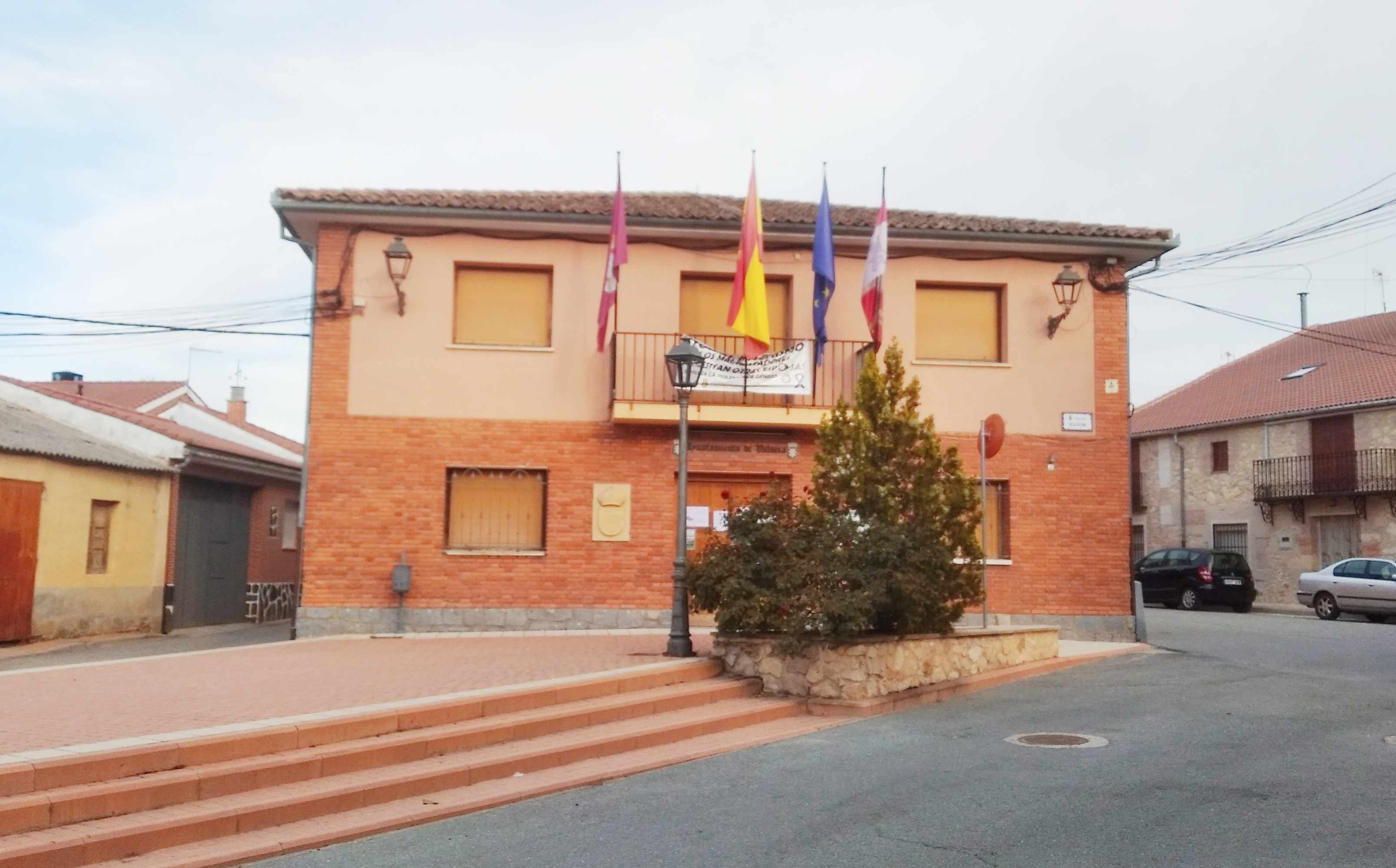
Rathaus